# 暁の天使たち
『暁の天使たち』（あかつきのてんしたち）は、茅田砂胡による日本のライトノベル。イラストは第1巻初版のみ表紙絵が鈴木理華ではなく、作者がネットサーフィン中に見つけた、「リィとシェラのイメージにぴったりだった」という高梨かりたのイラストを若干塗り直してもらったものである。C★NOVELSファンタジア（中央公論社）より2002年3月から2004年7月まで刊行された。日経BP社がインターネットで実施したアンケートを基に公表した「2003年度ライトノベルランキング」では10位を獲得している。
『デルフィニア戦記』に登場するリィ・シェラ・ルウの、元の世界に戻ってからの話。完結済みで、その後は『クラッシュ・ブレイズ』に続いた。『スカーレット・ウィザード』外伝エピローグから直接繋がる。外伝のケリー死亡から5年後が舞台である。

## 登場人物
＊声はドラマCD『紅蓮の夢』より。
リィ（グリンディエタ・ラーデン/ラーデンガー・エディ・グリンディエタ）
声 - 桑島法子
両親から与えられた名前はエドワード・ヴィクトリアス・ヴァレンタイン。但しルウから与えられた名である「エディ」と被るため、このファーストネームで呼ばれることを嫌う。現にこの名前で呼ぶのは、父親のアーサーのみである。波打つ金髪と緑の瞳が特徴の美少年。ルウの相棒で「白い太陽」。（相棒という意味に関しては下に記載）
連邦大学惑星・アイクライン校中等部の一年に所属し、学校ではヴィッキー・ヴァレンタインと名乗る。生まれてすぐに、ルウによって黒い狼・アマロックに預けられ、8歳までは自分のことを狼だと思っていた。「グリンディエタ・ラーデン」は、相棒であるルウから与えられたラー一族の名。親しい人からはリィ（大抵の場合、自分でそう名乗るからでもある）、ルウからはエディと呼ばれ、ルウをルーファと呼ぶ。また、「金色狼（ゴールデン・ウルフ）」、「ボンジュイの黄金の戦士」と呼ばれることも。
基本的に甘いものは苦手で、匂いを嗅ぐのも嫌なのだが、マーガレットと一緒にキャラメルやクッキーを作ったことがある。
ある事情で半月に満たない間に6年も年を取ってしまった為、実年齢は19歳なのだが、いろいろと問題になるので、ルウの力で13歳の体にしている（詳細は『デルフィニア戦記』を参照）。
ルウ（ルーファセルミィ・ラーデン/ラーデンガー・ルーファ・ルーファセルミィ、ルーファス・ラヴィー）
声 - 立花慎之介
リィの相棒。惑星ボンジュイで生まれたラー一族のひとり。ラー一族の中でも異端者。ボンジュイの神話に登場する闇の神の生まれ変わりであるとされ、ラー一族からも恐れられている。リィをエディと呼び、リィにルーファと呼ばれる。リィの剣の師匠でもある。「闇」。黒髪に青い瞳の青年だが、本人曰く「身体はただの容器（いれもの）」とのことである。稀に身体を女性に作り変えることもあり、この際は雰囲気や言葉遣いも女性のそれに変わる。
幼いジェムを養育中、「持っていても損はないから」とケリーからクーアの株式をいくらか受け取っており、その多額の配当金を養育費に当てていた節がある。
連邦大学惑星・サフノスク校で大学一年に所属し、宇宙船の構造などを専攻する。目標は「クーア・キングダム並みの豪華さや居住性とパラス・アテナ並みの速度や機動性を両立させた船を作ること」らしい。
シェラ（シェラ・ファロット）
声 - 小林ゆう
『デルフィニア戦記』の世界からルウによってこちらの世界に来た元暗殺者の少年。アイクライン校中等部一年にリィとともに所属する。真っすぐな銀髪に紫の瞳の美少年。「銀の月」で、リィとルウの意識が無い時は（本人は無意識の行動だが）魔法が使え、無敵らしい。髪の色から「銀色」「銀天使」とも言われる。
普段からかなり丁寧なしゃべり方なのは、もともとリィに（暗殺目的で、性別を誤魔化して）侍女として仕えていたためだが、現在はリィに心酔しており、リィとその相棒であるルウだけがシェラの行動を決定できる。そのため、彼らに異変が起こった場合などは穏やかな性格が変貌し、レティシアなどから「忠犬」と揶揄されることも。裁縫や料理が得意。暗殺者ファロット一族最後の族長。リィと同様、実年齢は19歳なのだが、リィの傍にいるために、ルウの力で13歳の体にしてもらった。
ヴァンツァー（ヴァンツァー・ファロット）
シェラと同じ世界から来た、ファロット一族の暗殺者。やや癖のある黒髪と濃い藍色の瞳のが特徴の少年で、その美貌は「10人中10人が振り返って腰を抜かす」と評されたほど。シェラと対を成す「新月」。レティシアからはヴァッツと呼ばれる。かつてシェラに殺され埋められたが、魂がシェラに取り込まれており、ルウの力によって復活（詳細は『デルフィニア戦記』を参照）。実年齢はレティー同様20代後半だが、やはり16歳前後の肉体を得ている。退屈が苦手なたちなので、連邦大学惑星・プライツィヒ高校の生徒となってからは様々な分野の学問に手を出す。
レティー（レティシア・ファロット）
同じく元暗殺者でファロット一族と呼ばれる者の1人。リィと互角に渡り合える高い戦闘能力の持ち主。金茶の髪に飴色のくっきりとした瞳が特徴の、小柄な少年。リィと対を成す「黒い太陽」。かつてリィと死闘を繰り広げ、死亡（詳細は『デルフィニア戦記』を参照）。リィの体に取り込まれ、魂だけの状態でしばらく眠りに就いていたが、ある時不意に目覚めてリィの身体を使って行動する。それを見たシェラに呼び出されたルウに肉体を与えられて復活（その際、痛みを感じる神経が麻痺していて、時折体の自由が利かなくなる、という持病もなくなり、完全な健康体になる）。実年齢はヴァンツァー同様20代後半だが、16歳前後の身体を得る。復活した後は「合法的に人間を解剖できる」という理由で医者を目指し、連邦大学惑星・セム大学で医学を専攻する、チェーサー高校の生徒となる。なお、ヴァンツァーとは同じ寮で暮らしている。
アーサー（アーサー・ウィルフレッド・ヴァレンタイン）
リィの血統上の父親。惑星ベルトランのコーデリア・プレイス州知事にして、ドレステッド・ホール当主。待望の長男にして生まれたばかりのリィを、（マーガレットの合意があったとはいえ）強引に連れて行ったルウのことを嫌い、「人攫い」と呼んでいる。リィをファーストネームのエドワードで呼ぶ唯一の人物。リィに父として頼られるような発言、あるいは頼み事をされると仕事よりも優先させる子煩悩な父親。10代で結婚しており、現在30歳をいくつか過ぎているはずなのだが、上から順に15歳（長女・ドミューシア）、13歳（長男・リィ）、11歳（次男・チェイニー）、8歳（次女・デイジー・ローズ）の子供がいる、若々しい男。マーガレット曰く「ずっと少年のような人」。
マーガレット（マーガレット・グリセルダ・ブラックウェルズ・ヴァレンタイン）
リィの血統上の母親。いわゆる民間療法などの使い手を輩出する確率が高い家の出身。リィがまだ生まれる前に「リィが生まれたらルウに預ける」と約束した。リィに「母親」ではなく「自分を産んでくれた女性」と認識されるも、アーサーと違い、仲は良好。
ジェム（ジェームズ・マクスウェル）
リィたちの同寮生だが、リィたちとは違う学校（ヴェルナール校）に通い、宇宙船の操縦などを学ぶ。ダンの息子で13歳。生後半年で儚くなった産みの母親・ミアよりも育ての母親・ルウ（ルウが女性に体を作り変えた、この世に存在しない女性）に心の比重を置いている。しかし、ルウ本人と対面しても気づくことは無い（性別が違うので、同じ顔立ちでも、雰囲気など、多少異なる箇所があるためだと思われる）。ルウ登場の関係から、その存在は『スカーレット・ウィザード外伝』で明らかになっている。
ダン（ダン・マクスウェル/ダニエル・ジョウナス・マクスウェル・クーア）
ジェムの父親。ケリーとジャスミンの息子。14歳の時に、クーア財閥を継ぐ事を嫌って家を飛び出し、宇宙船乗りになった。シェラが表向きは「失われた惑星（ロストプラネット）の住人だった」という触れ込みのため、その座標を特定すべく連邦の要請を受けてアイクライン校の講師になる。マクスウェル運送の社長兼船長。船名は「ピグマリオン」。
ジンジャー（ジンジャー・ブレッド）
ジャスミンの友人の1人でいわゆる親友。かつてジャスミンを通じて知り合ったクーア財閥の職員であるアレクサンダー・ジェファーソンと結婚しており、娘（エルフォルミナ。愛称はミア。ジェムの母）をもうけるも離婚（ただし、友人としての付き合いは続いているようだ）。その後何度か別の人と再婚を繰り返すも、長続きはしなかった。金髪にすみれ色の瞳を持つ美人女優。どうやっているのか、大して老化が進んでいないように見える。ジェムに「おばあちゃん」と呼ばれるのが嫌で、名前を呼ばせている。変装がうまく、ジャスミン以外ではリィやシェラ、ヴァンツァーなどにしか見破られていない。
ケリー（キング・ケリー/ケリー・クーア）
声 - 藤原啓治
『スカーレット・ウィザード』の主人公。元宇宙海賊で、クーア財閥3代目総帥。身長2m近い大男。所有船名は「パラス・アテナ」。本作品の中盤から登場。『スカーレット・ウィザード』と本作の間の空白期に、爆発事故に巻き込まれて亡くなる（外伝終盤。当時72歳）が、彼の魂はルウの中に保管されており、後にルウの力で若い頃（ジャスミンと結婚する前頃）の肉体を得て復活する。その際、整形していた顔も元通りの美男子に戻っている（ただし、ジャスミンの覚醒に合わせて起動する、クローニング技術を用いた蘇生施設と呼べるものを作って、賭けをしていた）。通称はキング（ただし、ジャスミンは大抵「海賊」と呼ぶ）。
ジャスミン（ジャスミン・ミリディアナ・ジェム・クーア）
声 - 皆川純子
『スカーレット・ウィザード』の登場人物。クーア財閥2代目総帥。40年ほど前に、病のため死の寸前まで行ったが、当時の執事と主治医の手で冷凍睡眠装置に入れられ、生かされていた（詳細は『スカーレット・ウィザード』を参照）。ルウが確認したところ、ケリー同様ラー一族の心理操作を受けない魂を持つことが判明する。またルウの力によって健康体になる（その際にケリーの悪戯で、ルウが手を加えて肉体が5年ほど若返っている）が、魂が「私は死んだ」と思い込んでいたため目覚めるまでに一騒動起こることになった。
愛機は戦闘機の「クインビー」。本作品の途中から登場。通称は女王。
ダイアナ（ダイアナ・イレヴンス）
声 - 萩原えみこ
ケリーの宇宙船「パラス・アテナ」の感応頭脳。機械とは思えないほど個性的であり、普通の感応頭脳よりとても優秀（詳細は『スカーレット・ウィザード』を参照）。
『スカーレット・ウィザード』外伝と本作の間の空白期（クーア・キングダムを博物館化する前と思われる）に、自らの発案で所有者をジャスミンに変更し、起動パスワードを設定した上、外装に岩石を貼り付けて小惑星帯に紛れ込ませた後、機能停止していた。

## 用語
伴侶（相棒）
ラー一族の掟で、互いを自分の半身とみなす契約。リィとルウがこの契約を交わしており、互いを相棒と認識している。その内容を人間が分かるように直すと「甲と乙が契約を結び、甲に加えられた危害に対する復讐を乙にも認める」というもの。つまり、リィに何らかの危害を与えた人物にルウが復讐でき、ルウに危害を加えた相手にはリィが復讐できる。これは、当人が「危害を受けた｣と認識していなくても、相手が「危害を受けた」と認識した場合も含む。また、相棒同士は本名を交わし、以降その名前で呼びあうことを許される。他の何人たりともその名前で呼ぶことは許されない。リィを「エディ」と呼べるのはルウだけで、ルウを「ルーファ」と呼べるのはリィだけである。ただし、ケリーはルウ自身から「その名前で呼びかけないなら、口にするだけなら構わない」と「ルーファ」と言うことは許されている（リィの感覚では、父に「エドワード」と呼ばれるのも嫌なので、嘘だろうと言いたくなるほど信じられないことであった）。

## 既刊一覧
- 茅田砂胡（著） / 高梨かりた（イラスト、第1巻初版） / 鈴木理華（イラスト、第1巻初版以外） 『暁の天使たち』 中央公論社〈C★NOVELSファンタジア〉、全8巻
  1. 「暁の天使たち」2002年3月25日発売、ISBN 4-12-500755-1
  2. 「神々の憂鬱」2002年7月25日発売、ISBN 4-12-500770-5
  3. 「海賊王の帰還」2002年11月30日発売、ISBN 4-12-500788-8
  4. 「二人の眠り姫」2003年3月25日発売、ISBN 4-12-500799-3
  5. 「女王と海賊」2003年7月25日発売、ISBN 4-12-500812-4
  6. 「天使の舞闘会」2003年11月25日発売、ISBN 4-12-500824-8
  7. 「外伝1 舞闘会の華麗なる終演」2004年3月25日発売、ISBN 4-12-500842-6
  8. 「外伝2 天使たちの華劇」2004年7月25日発売、ISBN 4-12-500860-4